# Eckhard Müller (Fußballspieler)
Eckhard Müller (* 12. August 1950) ist ein ehemaliger deutscher Fußballspieler. Der Defensivspieler hat beim VfB Stuttgart von 1972 bis 1975 in der Fußball-Bundesliga 22 Ligaspiele (1 Tor) absolviert. Nach seinem Wechsel zu den Stuttgarter Kickers, kamen von 1975 bis 1986 noch 332 Spiele (13 Tore) in der 2. Fußball-Bundesliga hinzu.

## Laufbahn
Müller begann das Fußballspielen beim TSV Eltingen und wechselte 1967 zu den Junioren des VfB Stuttgart. Im Aktivenbereich spielte er zunächst für die Amateurmannschaft und stieg 1973 in den Lizenzspielerkader der Schwaben auf. Mit den VfB-Amateuren gewann Müller 1970/71 die Meisterschaft in der 1. Amateurliga Nordwürttemberg und zog im Wettbewerb um die deutsche Amateurmeisterschaft in das Endspiel ein. Dieses wurde am 10. Juli 1971 in Würzburg mit 0:1 gegen den Titelverteidiger SC Jülich 1910 verloren; im Finale war Müller aber nicht zum Einsatz gekommen. Sein erstes Bundesligaspiel bestritt er am 19. Mai 1973, als er am 31. Spieltag bei der 4:2-Heimerfolg gegen den Wuppertaler SV zur Halbzeit für Karl Berger eingewechselt wurde. Dieses Spiel bestritt er noch als VfB-Amateur. Erst zur Runde 1973/74 wurde er wie auch die Kameraden Markus Elmer und Klaus-Dieter Jank in den Lizenzspielerkader aufgenommen. Vom FV Ravensburg wurde die Torjägerhoffnung Hermann Ohlicher verpflichtet.
In seinem ersten Jahr als Profi, 1973/74, bestritt er unter Trainer Hermann Eppenhoff 15 Bundesligaspiele und kam auch in vier Spielen um den UEFA-Pokal gegen Olympiakos Nikosia und Tatran Presov zum Einsatz. Nachdem er 1974/75 nur noch in sechs Spielen (1 Tor) in der Bundesliga zum Einsatz gekommen war und der VfB am Rundenende in die 2. Liga abgestiegen war, wechselte er zum Lokalrivalen Stuttgarter Kickers in die 2. Bundesliga. Hier bestritt er bis 1986 insgesamt 332 Zweitligaspiele und schoss zehn Tore. Er gehörte der Kickers-Mannschaft an, welche am 5. Oktober 1975 das Heimspiel im Lokalderby gegen den VfB in der 2. Bundesliga vor 29.000 Zuschauern mit 2:0 gewinnen konnte. In den Runden 1979/80 und 1980/81 belegte er mit den Kickers jeweils den 3. Rang und verpasste mit Mitspielern wie Karl Allgöwer, Guido Buchwald, Dieter Dollmann, Peter Stichler, Werner Vollack, Klaus Täuber und Werner Nickel nur knapp den Einzug in die Bundesliga. Bei den „Blauen“ vom Degerloch spielte Müller unter den Trainern Rudolf Kröner, Hans Cieslarczyk, Hans-Dieter Roos, Slobodan Cendic, Jürgen Sundermann, Horst Buhtz und Dieter Renner.
Zum Ende seiner Laufbahn spielte er in der Saison 1986/87 für den SGV Freiberg.